# Cophixalus saxatilis
Cophixalus saxatilis là một loài ếch trong họ Nhái bầu. Nó là loài đặc hữu của Australia, và chúng phân bố hạn chế tới Vườn quốc gia Black Mountain (Kalkajaka), Úc.
Môi trường sống của chúng là các khu rừng ẩm ướt đất thấp nhiệt đới hoặc cận nhiệt đới, vùng nhiều đá, và hang, hiện tại chúng đang giảm nghiêm trọng ở "Black Mountains" 25 km tây nam của Cooktown, Queensland

## Hình ảnh

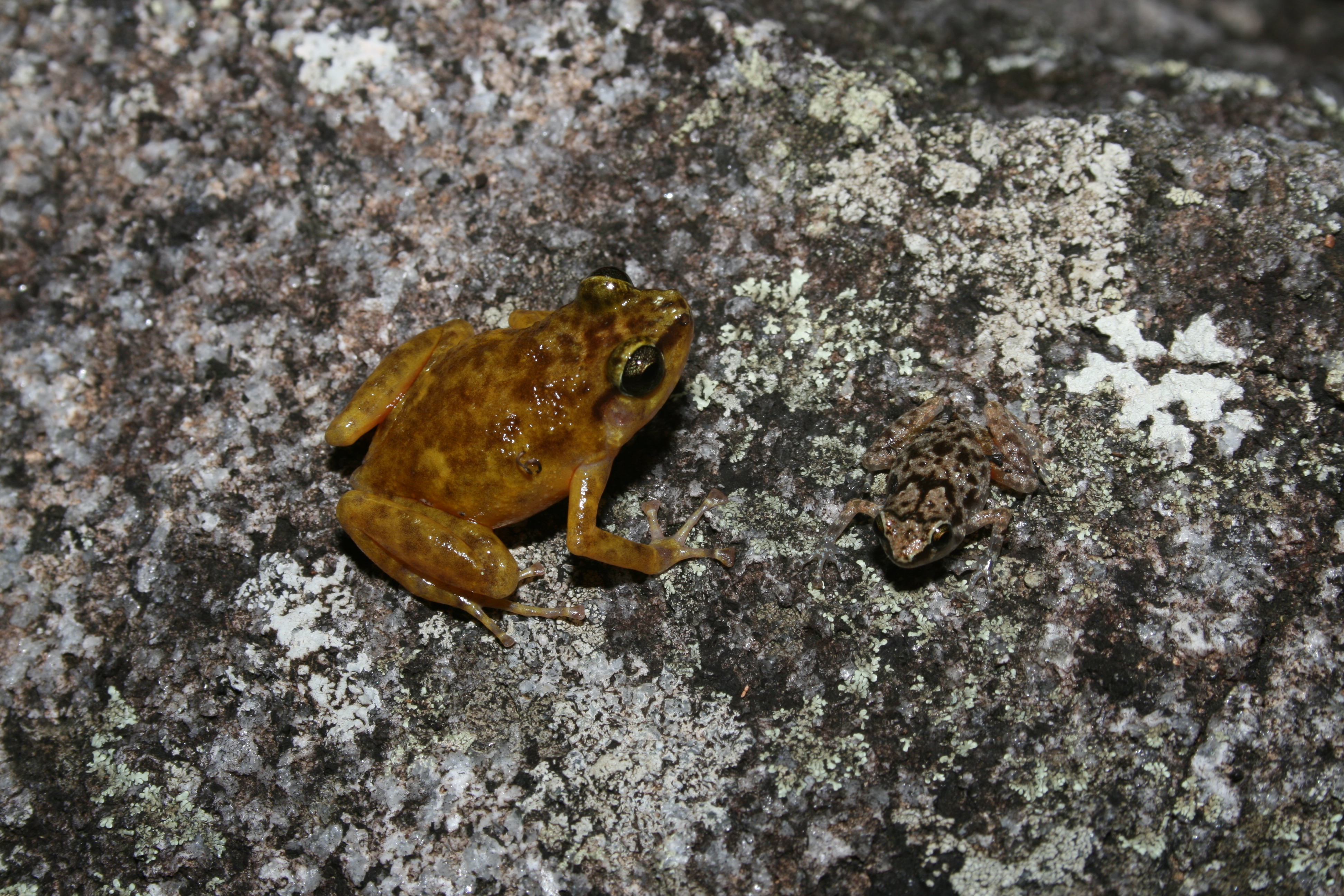